# AM Herculis

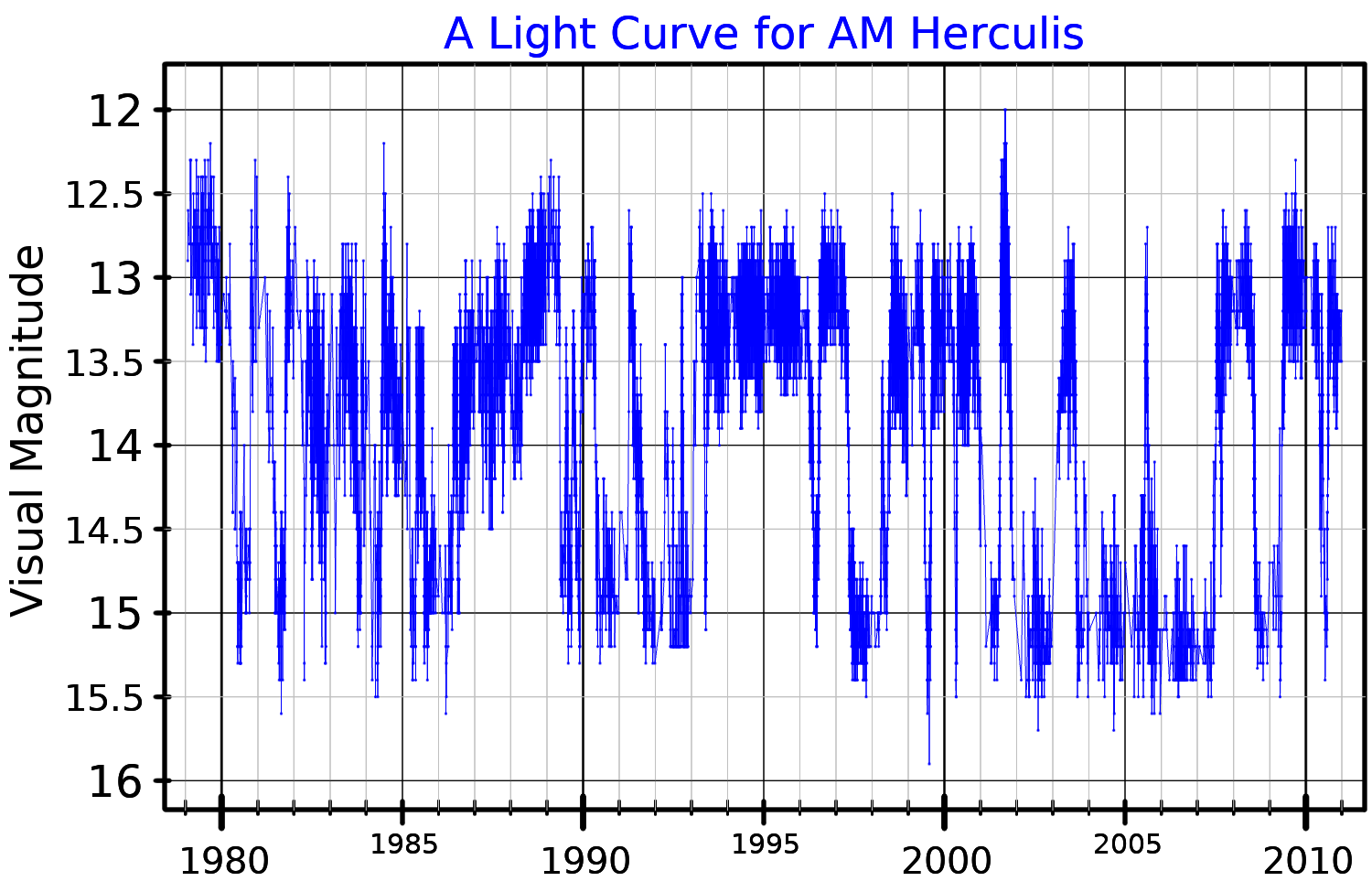
Krzywa światła

AM Herculis – gwiazda zmienna będąca układem podwójnym zawierającym czerwonego karła i białego karła położona w Gwiazdozbiorze Herkulesa. 
AM Herculis wraz z gwiazdą AN Ursae Majoris (AN UMa) stanowi prototyp klasy kataklizmicznych układów podwójnych z silnym polem magnetycznym zwanych polarami. Materia spływa z czerwonego karła na białego, jednak magnetosfera tego ostatniego stanowi barierę dla dysku akrecyjnego, który nie może uformować się w jej obrębie. Materia spływa w kolumnach akrecyjnych w okolicach biegunów magnetycznych wzdłuż linii sił pola magnetycznego.
Indukcja magnetyczna w gwiazdach typu AM Herculis może osiągać wartości rzędu 10-80 milionów gausów. Jej wielkość szacowana jest na podstawie obserwacji polaryzacji promieniowania optycznego. Rekordzistką jest gwiazda AN UMa, której pole magnetyczne ma wartość ponad 230 milionów gausów. Gwiazdy typu AM Her nazywane są polarami.
Gaz opadający na powierzchnię karła świeci w zakresie rentgenowskim. Część tego promieniowania może oświetlać następnie dysk akrecyjny, gdzie ulega reprocesowaniu i wnosi dodatkowy wkład do jego jasności optycznej.